# トヴェルツァ川
トヴェルツァ川（トヴェルツァがわ、ロシア語: Тверца, ラテン文字表記: Tvertsa）は、ロシアのトヴェリ州を流れる河川でヴォルガ川の左支流である。ヴァルダイ丘陵のヴイシニー・ヴォロチョーク（Вы́шний Волочёк）の町のすぐ東に発するが、現在の水源はヴイシニー・ヴォロチョークの南にあるスタロトヴェレツキー運河（2.9km）とされている。この運河のもう一方の先は、ツナ川（Цна: ムスティノ湖とムスタ川を経てネヴァ川へ流れる川）上流にあるダム湖・ヴィシュネヴォロツコエ湖（Вышневолоцкое водохранилище）につながっており、ツナ川の流量の80%はこの運河を経てトヴェルツァ川方面へと流れる。
トヴェルツァ川は11月から1月初頭にかけて凍結し、3月末から4月にかけて氷が解ける。川沿いの主要な街にはトルジョーク（Торжо́к）とヴイシニー・ヴォロチョークがある。また、トヴェリ州の州都トヴェリは、トヴェルツァ川とヴォルガ川の合流点にある。

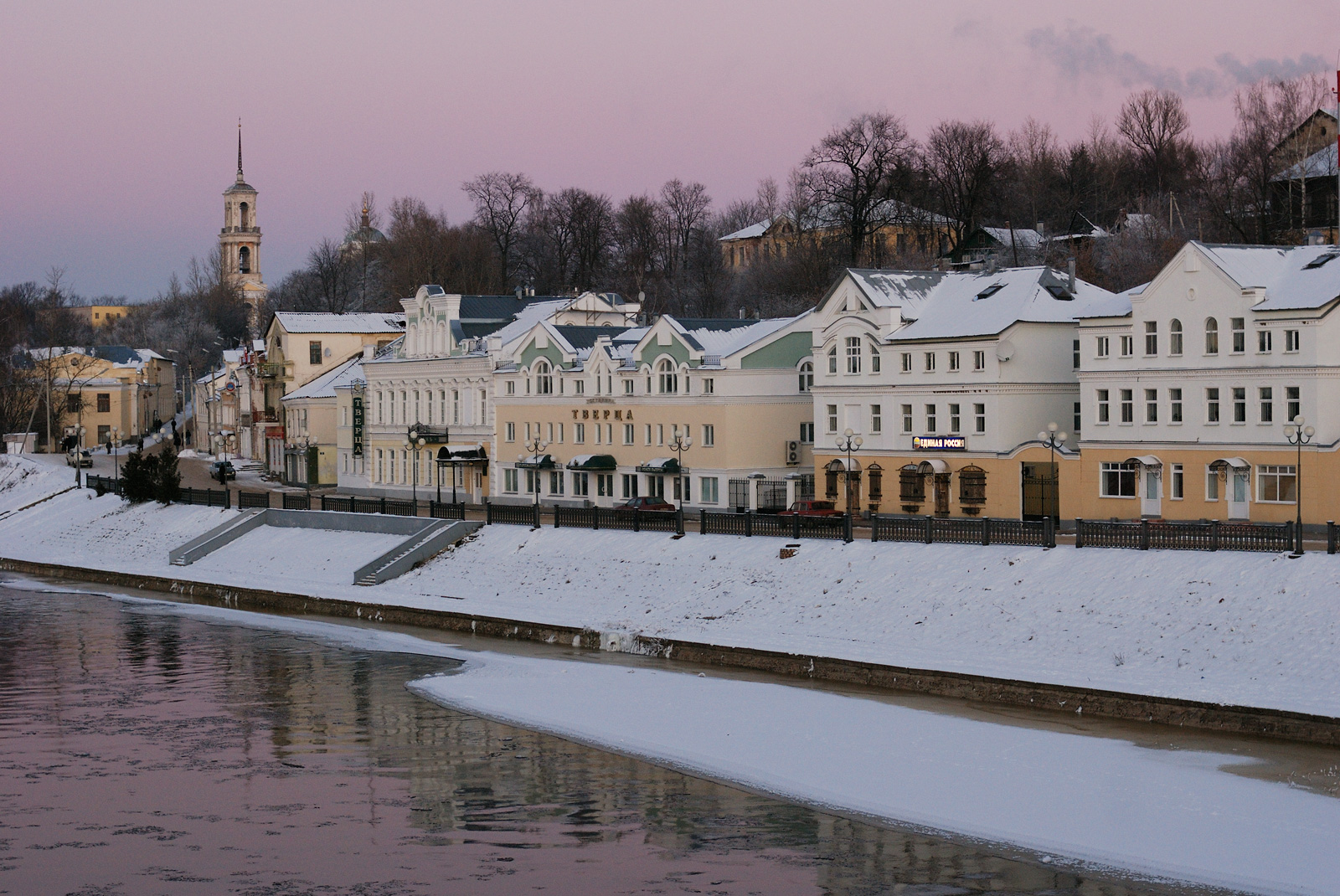
トルジョークの河畔の風景

中世以前には、スカンジナビアとビザンチン帝国とを結ぶヴァリャーグ（ヴァイキング）たちの交易路はムスタ川やツナ川を遡り、ヴイシニー・ヴォロチョークで川から船や荷物を引き上げてすぐ近くのトヴェルツァ川に下ろしていた。
ピョートル1世の治世にロシアの首都はモスクワからバルト海に面したネヴァ川河口のサンクトペテルブルクへ遷されたが、モスクワなどロシアの内陸部と新首都サンクトペテルブルクとを結ぶため、ツナ川とトヴェルツァ川とを結ぶ運河がヴイシニー・ヴォロチョーク市内に建設された。
この運河は1709年に完成し、19世紀初頭にマリインスク運河ができるまではヴォルガ水系とバルト海とを結ぶ重要な水路であった。